# نيلسون أسيفيدو
نيلسون أسيفيدو (بالإسبانية: Nelson Acevedo)‏ (11 يوليو 1988 بريسيستينسيا في الأرجنتين - ) هو لاعب كرة قدم أرجنتيني في مركز الوسط. لعب مع ديفنسا خوستيكا ونادي راسينغ ويونيون دي سانتا في.

## روابط خارجية
- نيلسون أسيفيدو على موقع إي إس بي إن إف سي (الإنجليزية)
- نيلسون أسيفيدو على موقع قاعدة بيانات كرة القدم.إي يو (الإنجليزية)
- نيلسون أسيفيدو على موقع Soccerway.com (الإنجليزية)
- نيلسون أسيفيدو على موقع عالم كرة القدم.نت (الإنجليزية)
- نيلسون أسيفيدو على موقع AS.com (الإسبانية)